# 神仙·老師·狗
《神仙·老師·狗》（英語：Teacher Gangstar），2014年台灣偶像劇。本劇為壹綜合自製偶像劇，曹景德製作，楊一展、李佳豫、王樂妍、方志友、李京恬、張甯兒主演。2012年7月29日開鏡，2013年1月14日殺青，於Viu香港免費播放。台視於2014年1月28日八點檔時段播出，年代MUCH台於2014年1月28日21:00播出，壹電視綜合台於2014年1月28日21:30播出。

## 播出時間

### 首播
| 頻道         | 所在地 | 播映日期      | 播出時間        |
| ------------ | ------ | ------------- | --------------- |
| 台視主頻     | 臺灣   | 2014年1月28日 | 週一至週四20:00 |
| 壹電視綜合台 | 臺灣   | 2014年1月28日 | 週一至週四21:30 |
| 年代MUCH台   | 臺灣   | 2014年1月28日 | 週一至週四21:00 |
| Now 101台    | 香港   | 2015年5月5日  | 週一至週五21:30 |
| ViuTV        | 香港   | 2017年8月19日 | 週六12:30       |

### 重播
| 頻道         | 所在地 | 播映日期      | 播出時間                         |
| ------------ | ------ | ------------- | -------------------------------- |
| 台視主頻     | 臺灣   | 2014年1月29日 | 週二至週五:00                    |
| 台視主頻     | 臺灣   | 2016年5月12日 | 每週二至週五01:05                |
| 壹電視綜合台 | 臺灣   | 2014年1月29日 | 週一至週四16:00、週六日晚間19:00 |
| 年代MUCH台   | 臺灣   | 2014年1月29日 | 週二至週五03:00                  |
| 年代MUCH台   | 臺灣   | 2014年1月29日 | 週一至週五10:30                  |
| 年代MUCH台   | 臺灣   | 2014年2月1日  | 週六至週日20:00、22:00           |
| 年代MUCH台   | 臺灣   | 2014年2月2日  | 週日至週一00:30、02:30           |
| 年代MUCH台   | 臺灣   | 2014年2月8日  | 週六至週日14:00、16:00           |
| 龍華偶像     | 臺灣   | 2014年6月9日  | 週一至週四19:00                  |
| 台視綜合台   | 臺灣   | 2014年8月13日 | 週一至週五20:00                  |
| 年代MUCH台   | 臺灣   | 2015年9月27日 | 每週日22:00~23:30                |

## 演員列表

### 主要演員
| 演員            | 角色                | 介紹 | 登場集數                     | 粤语配音 |
| 楊一展          | 孟小虎              | 陆昌豪, 玫瑰之子 孟常军之干儿子 高二爱班的历史老师 常常幫助伍悅亮 喜欢任宣 • 因為救了花大淺領袖學校校長, 而被邀请去当高二爱班历史老师。                                                                                    | 全劇                         | 蘇裕邦   |
| 李佳豫          | 伍悅亮              | 高二愛班的班導及国文老师 童吉範之钟情对象。 | 全劇                         | 姜嘉蕾   |
| 張熙恩          | 任宣                | 任我行, 翁雨婕之女 任盈盈的姊姊 花大淺領袖學校的千金 高二愛班的英文老師 • 孟小虎的女神, 對孟小虎頗有好感, 考慮與孟小虎交往。                                                                                               | 全劇                         | 鄧潔麗   |
| 王樂妍          | 何玫瑰              | 何霸天之女 玫瑰幫之首 FINANCE集團的千金 • 因孟小虎壓死自己的愛犬波奇, 所以非常恨他名字 • 名字跟孟小虎母親一樣。 | 全劇                         | 楊婉潼   |
| 李京恬          | 陶紫晴              | 玫瑰幫的成员 陶氏企業的千金 • 其實是私生女。 • 曾經對孟小虎惡作劇。 • 跟家裡關係不好。 • 自己當化妝師賺學費。 • 怕黑。 | 全劇                         | 石梓晴   |
| 方友            | 任盈盈              | 任我行, 翁雨婕之女 任宣的妹妹 玫瑰幫的成员 • 花大淺領袖學校的二千金。 • 曾經對孟小虎惡作劇 • 喜歡麥達麟。 | 全劇                         | 顧詠雪   |
| 張甯兒（筱婕）  | 徐愛心              | 玫瑰幫之一。 法頌實業的獨生女 • 雙魚座 • 曾經對孟小虎惡作劇 • 喜歡韓鋼。 | 全劇                         | 鄧潔麗   |
| 邵翔            | 童吉範              | 孟小虎之好友, 前死对头 钟情伍悦亮 • 因為需要錢, 而冒充知義盟老大騙錢, 最後與孟小虎成為哥們。 | 1,5-6,8-11,15-16,19-21,29-30 |          |
| 賴承德          | 莊約翰（假） 曾志明 | 何玫瑰的同學和暗戀對象。全校都認為他跟何玫瑰是男女朋友，因為覺得澄清會沒完沒了，所以就讓大家繼續誤會 • 介紹紫晴去酒店當化妝師，因為不放心，所以每晚都陪她去，而害她被全校認為是介入他與玫瑰的第三者 • 真面目在第11集曝光。 | 1-14,16                      |          |
| 林奕勳 （海狗） | 麥達麟              | 高二愛班的同學 • 曾志明的好朋友 • Hank的鄰居 • 喜歡任盈盈。 | 2-21,27-30                   | 梁皓翔   |
| 戈偉如          | 翁雨婕              | 花大淺領袖學校校長。推薦孟小虎去當老師 。任我行的前妻。 | 1-4,6-8,14,16,21-30          | 譚淑嫻   |
| 趙樹海          | 任我行              | 花大淺領袖學校學務主任。是翁雨婕的前夫。 | 1,3-4,6-8,14,16,21-30        | 李家輝   |
| 樊光耀          | 土地公／陸昌豪      | 神仙，掌控小虎變成狗的命運。真實身份是小虎的爸爸 | 1,2,5,19-21,25-30            | 蔡忠衛   |
| 胡伯祥          | 吳大智              | 知義盟的頭號小弟。很崇拜孟小虎而常跟在身邊。 | 1-14,27-30                   | 蔡忠衛   |
| 勾峰            | 孟常軍              | 知義盟老大。孟小虎的乾爹。27集被何覇天指控為殺死豪哥的兇手。 | 1-7,15,19,21,27-30           | 李家輝   |
| 劉尚謙          | 何霸天              | 暱稱Jacky，FINANCE集團總裁，何玫瑰的父親，因工作而長時間待在美國，偶爾回國。27集遭孟常軍指出是殺死豪哥的兇手。 | 3,6-7,27-30                  | 蘇裕邦   |
| 火腿            | 小虎狗/波奇         | 小虎起色心會變成的狗/玫瑰死去的狗。 | 全劇                         |          |

### 其他演員
| 演員           | 角色         | 介紹 | 登場集數   | 粤语配音 |
| 唐成           | 阮諾         | 花大淺領袖學校高二愛班的學生，麥達麟、曾志明的朋友。 | 2-21,27-30 |          |
| 廖梨伶         | 賈淑女       | 任課老師。 | 1-2,5,7    |          |
| 唐琪           | 童奶奶       | 童吉範的奶奶，失明。 | 5,10,15    | 譚淑嫻   |
| 朱陸豪         | 莊父         | 莊約翰的父親。 | 8-14       | 梁皓翔   |
| 歐陽倫         | 三井毅       | 三井企業的公子。三井櫻桃的哥哥，與莊約翰是兒時玩伴。 | 8-14       | 黃榮璋   |
| 鍾欣怡         | 三井櫻桃     | 三井企業的千金，與莊約翰是兒時玩伴。 | 8-14       | 譚淑嫻   |
| 趙             | 阮義天       | 伍悅亮男友，愛泡妞，被伍悅亮抓姦。已分手。 | 1-2        |          |
| 李佩倫         | 曾莉莉       | 曾志明的姐姐。 | 9-14       | 顧詠雪   |
| 林栗           | 張小小       | 林大山與地下錢莊犯下擄人勒贖案，施用藥物過量並毆打致死的肉票的女兒，後由林大山收養，有先天性白血病，在曾志明的幫忙下得以順利就醫，並順利完成骨髓移植手術。 | 8-14       |          |
| 高廷宇         | 林大山       | 與小小的父親有生意上往來，後為計程車司機，小小的養父，籌不到醫藥費，遇到曾志明資助。並因為籌措小小的醫藥費，綁架假扮莊約翰的曾志明勒索莊父。 | 8-14       | 蔡忠衛   |
| 是元介         | 莊約翰（真） | 與三井櫻桃是兒時玩伴，也雇用曾志明當其兒時傭人。後因曾志明無法忍受其作風，而害其跌倒導致下半身癱瘓，卻因心中那份害死曾母的愧疚感而拒絕就醫。從此拜託曾志明代替其身分，因高二愛班的鼓勵下與志明的原諒，終於接受手術治療。                                                                | 8-14       |          |
| 王德生         | 張伯         | 莊約翰的管家 | 8-14       | 蘇裕邦   |
| 陳禕倫         | Hank         | 籃球社社長，比高二愛早一屆的學長，麥達麟好友，喜歡任盈盈，與任盈盈告白，最後沒有被接受，但成為很好的朋友。 | 15-21      |          |
| 黃仲崑         | 麥清河       | 麥達麟的父親，反對麥達麟去玩band。後發現自己過去也是Rocker，在孟常軍的勸阻下終於支持麥達麟。 | 14-21      |          |
| 黃雅珉         | 美真         | 麥達麟的母親，常在麥達麟和父親爭執時維護他。 | 14-21      |          |
| 張瓊姿         | 子奇         | 麥清河前女友，擔任音樂製作人。 | 15-21      |          |
| 許豪恩（拿鐵） | 韓鋼/Andy    | 花大淺高二愛班復學生(休學三年)，9月22日生,處女座,快樂鳥餐廳服務生。父親為經濟罪犯，曾於擔任花大淺家長會長期間，騙了許多家長的錢，甚至差點造成徐愛心家破產。因為不知道該怎麼面對花大淺的學生，所以平常在學校都故意擺臭臉。但是在快樂鳥餐廳卻是意外溫柔與體貼，極受女性顧客歡迎的服務生。 | 21-26      |          |
| 郭定文         | 鍾南海       | 徐愛心的隨扈兼司機，同時也喜歡著徐愛心。 | 21-26      | 梁皓翔   |

### 客串演員
| 演員            | 角色     | 介紹                                                                       | 登場集數 | 粤语配音 |
| 常楓            | 大學校長 | 孟小虎讀大學時的校長                                                       | 1        |          |
| 李淑楨          | 曾美淑   | 曾志明和曾莉莉的母親，莊家前管家，因摔樓意外疏於照顧而病逝。（志明的回憶） | 8-13     |          |
| 黃牛 （黃少谷） | 阿志     | 麥擱來樂團團員之一。                                                       | 14-21    |          |
| 小猴 （邵崇柏） | 小建     | 麥擱來樂團團員之一。                                                       | 14-21    |          |

## 電視劇歌曲
| 曲別   | 歌名         | 集數     | 作詞            | 作曲            | 演唱者   |
| 片頭曲 | 哈尼哈尼     | 全劇     | 黃牛 （黃少谷） | 黃牛 （黃少谷） | 強辯樂團 |
| 片尾曲 | 承不起的痛   | 全劇     | 黃牛 （黃少谷） | 黃牛 （黃少谷） | 強辯樂團 |
| 插曲   | 美頌         | 14、15集 | 黃牛 （黃少谷） | 黃牛 （黃少谷） | 強辯樂團 |
| 插曲   | 我的美麗時光 | 16－20集 | 黃牛 （黃少谷） | 黃牛 （黃少谷） | 強辯樂團 |
| 插曲   | 沒問題       | 18－29集 | 黃牛 （黃少谷） | 黃牛 （黃少谷） | 強辯樂團 |
| 插曲   | 一天一天     | 19集     | 黃牛 （黃少谷） | 黃牛 （黃少谷） | 強辯樂團 |

## 收視率

### 台灣台視首播收視率
| 播映日期               | 週數     | 集數  | 平均收視率 | 排名 | 備註                     |
| ---------------------- | -------- | ----- | ---------- | ---- | ------------------------ |
| 2014年1月28日－1月29日 | 1        | 1-2   | 0.62       |      | 1月30日除夕 暫停播出一次 |
| 2014年2月3日－2月6日   | 2        | 3-6   | 0.80       | 5    |                          |
| 2014年2月10日－2月13日 | 3        | 7-10  | 0.89       | 5    |                          |
| 2014年2月17日－2月20日 | 4        | 11-14 | 0.73       | 5    |                          |
| 2014年2月24日－2月27日 | 5        | 15-18 | 0.64       | 5    |                          |
| 2014年3月3日－3月6日   | 6        | 19-22 | 0.53       | 6    |                          |
| 2014年3月10日－3月13日 | 7        | 23-26 | 0.49       | 4    |                          |
| 2014年3月17日－3月20日 | 8        | 27-30 | 0.50       | 4    | 完結篇                   |
| 平均收視               | 平均收視 |       | 0.65       |      |                          |

- 同時段節目：
  - 三立：
    - 三立台灣台《世間情》
    - 三立都會台《有愛一家人》《女人30情定水舞間》

  - 民視《風水世家》《龍飛鳳舞》
  - 中視《阿爸的願望》《雨夜花》《真愛找麻煩》
  - 華視《後宮甄嬛傳》《新倚天屠龍記》《施公奇案》
  - 大愛《紅塵驛站》《美好歲月》
- 由AGB尼爾森調查，調查範圍是四歲以上收看電視之觀眾。
- 資料來源：中時娛樂、凱絡媒體週報

## 製作團隊
- 監製：潘逸群、鮑伊欣、陳佩芝
- 製作人：曹景德
- 藝術總監：謝易霖
- 編劇統籌：鄭婉玭
- 編劇：鄭婉玭、徐慕樺、鄭英敏、李美河
- 導演：羅至中、郝心翔
- 製片：郭鈺麒
- 攝影指導：魏思傑
- 動畫導演：駱俊嘉
- 攝影公司：蜻蜓製作傳播有限公司
- 場務器材：協明影視器材股份有限公司
- 錄音室：聲動錄音有限公司
- 調光：中影股份有限公司
- 協助拍攝：高雄市政府文化局、台北市政府文化局、台北市電影委員會、宜蘭縣五結鄉利澤國民小學、第一金控、自來水博物館、高雄市私立紅十字會育幼中心
- 音樂提供：相信音樂
- 製作公司：景得傳播有限公司
- 製作著作：壹電視

## 新聞
- 「神仙老師狗」打美女牌 楊一展享福
- 楊一展壹電視《神仙老師狗》升格執教鞭 26歲王心如戰嫩妹 （页面存档备份，存于）
- 《神仙老師狗》開機楊一展被嫌老
- 王心如耍嫩搞回春　楊一展憶叛逆高中

## 外部連結
- 官方网站－台視
- 神仙·老師·狗的Facebook專頁－台視
- 神仙·老師·狗的Facebook專頁－壹電視
- Viu香港神仙老師狗|中台劇

| 台視主頻、台視HD台 每週一至週四 20:00 - 21:00 | 台視主頻、台視HD台 每週一至週四 20:00 - 21:00 | 台視主頻、台視HD台 每週一至週四 20:00 - 21:00 |
| --------------------------------------------- | --------------------------------------------- | --------------------------------------------- |
|                                               | 神仙·老師·狗 （2014年1月28日－2014年3月20日） |                                               |
| 結婚好嗎？ （2013年11月19日－2014年1月27日）  | 雨後驕陽 （2014年3月24日－2014年7月31日）     |                                               |

| Viu香港 每週一至週四 20:00 - 21:00 | Viu香港 每週一至週四 20:00 - 21:00            | Viu香港 每週一至週四 20:00 - 21:00 |
| ---------------------------------- | --------------------------------------------- | ---------------------------------- |
|                                    | 神仙·老師·狗 （2014年1月28日－2014年3月20日） |                                    |
| —                                  | —                                             |                                    |

| 壹電視綜合台 每週一至週四 21:30 - 22:30      | 壹電視綜合台 每週一至週四 21:30 - 22:30       | 壹電視綜合台 每週一至週四 21:30 - 22:30 |
| -------------------------------------------- | --------------------------------------------- | --------------------------------------- |
|                                              | 神仙·老師·狗 （2014年1月28日－2014年3月20日） |                                         |
| 結婚好嗎？ （2013年11月19日－2014年1月27日） | 雨後驕陽 （2014年3月24日－2014年7月31日）     |                                         |

| 年代MUCH台 每週一至週四 21:00 - 22:00        | 年代MUCH台 每週一至週四 21:00 - 22:00         | 年代MUCH台 每週一至週四 21:00 - 22:00 |
| -------------------------------------------- | --------------------------------------------- | ------------------------------------- |
|                                              | 神仙·老師·狗 （2014年1月28日－2014年3月20日） |                                       |
| 幸福蒲公英 （2013年12月23日－2014年1月27日） | 雨後驕陽 （2014年3月24日－2014年7月31日）     |                                       |

| 香港 Now 101台 每週一至週五 21:30 - 22:30                    | 香港 Now 101台 每週一至週五 21:30 - 22:30     | 香港 Now 101台 每週一至週五 21:30 - 22:30  |
| ------------------------------------------------------------ | --------------------------------------------- | ------------------------------------------ |
|                                                              | 神仙·老師·狗 （2015年5月5日－2015年6月15日）  |                                            |
| 誘惑 （2015年3月26日－2015年5月4日）                         | 密會 （2015年6月16日－2015年7月17日）         |                                            |
| 香港 ViuTV 每週六 12:30 - 14:30 · 10月14日及12月2日 暫停播映 |                                               |                                            |
| 我愛幸運七 （2017年5月27日－2017年8月12日）                  | 神仙·老師·狗 （2017年8月19日－2017年12月9日） | 謊言遊戲 （2017年12月16日－2018年2月17日） |